# Ala al-Dawla Bozkurt
Ala al-Dawla Bozkurt fou emir d'Elbistan (i Maraix) de la dinastia Dhul-Kadr, germà i successor de Shah Suvar al que va enderrocar el 1479 amb l'ajut del soldà otomà Mehmet II. Ala al-Dawla tenia una filla de nom Aixa que estava casada amb el príncep Baizet (després Baiazet II) i era la mare del príncep Selim (després Selim I). Una altra filla es va casar amb l'ak koyunlu Murad ibn Yaqub al que va acollir al seu territori quan va haver de fugir davant dels safàvides (1503).
El 1485 va esclatar una guerra entre otomans i mamelucs que va durar fins al 1491 i durant aquests anys Bozkurt es va anar acostant a Egipte. Per contra Shah Budak, antic protegit egipci, era ara aliat dels otomans i era sandjak-bey de Vize. Aquestos van intentar deposar Bozkurt per substituir-lo per Budak, però el complot va fracassar.
Van seguir uns vint anys de tranquil·litat amb millora de relacions amb els otomans; el 1504 va morir Alvand ben Yusuf, emir ak koyunlu del Diyar Bakr i aquesta regió va caure en mans de l'emir ak koyunlu Amir Beg II Mawsellu i Ala al-Dawla va començar a aprofitar la situació per apoderar-se d'alguns castells, el que el va fer veí dels safàvides. El maig del 1507 va entrar en conflicte amb el safàvida Ismail I que aquell any, amb un exèrcit de vint mil homes, va saquejar Marash; Ala al-Dawla va haver de fugir cap a la muntanya Durna; la ciutat d'Elbistan fou saquejada; els safàvides van destruir pràcticament tots els monuments de la dinastia però finalment foren derrotats prop d'Elbistan. En els anys següents hi va haver enfrontaments amb Muhammad Khan Ustandjlu, governador safàvida de la frontera del Diyar Bakr, territori que va quedar en poder d'Ala al-Dawla, però va perdre quatre fills en les lluites.
Quan l'otomà Selim I va iniciar la lluita contra Ismail, Bozkurt no li va voler donar suport i va saquejar els magatzems otomans matant als guardians. A la seva tornada Selim va enviar (1515) contra Bozkurt una força dirigida per Khadim Sinan Pasha i per Ali Beg Dhul Kadr, aquest darrer fill de Shah Suvar, i que governava un sandjak. El juny de 1515 Bozkurt fou derrotat i mort prop de Marash i el seu cap fou enviat al sultà (que la va reenviar al sultà mameluc Kansuh Gawri. Ali Beg Dhul-Kadr fou nomenat com a nou emir.
Dos fills seus van governar territoris: Shah Rokh governava a Kirshehri, probablement fins al 1515; i Suliman Beg governava Bazokli (va morir el 1515).